# Aalborg Seminarium
Aalborg Seminarium er både et lærer- og pædagogseminarium, som er en del af University College Nordjylland og beliggende på Mylius-Erichsens Vej i Aalborg SØ. Seminariet grundlagdes i byens Centrum i 1960, men flyttede i 1965 til det nyopførte bygningskompleks på den nuværende adresse.[kilde mangler] I dag ledes seminariet af rektor Jesper Vinther.[kilde mangler]
Til dagligt færdes ca. 1.500 studerende og godt 120 medarbejdere på stedet, der uddanner folkeskolelærere, meritlærere, voksenundervisere samt studerende på åben uddannelse.[kilde mangler]
Arkitekterne Nils Andersen og Salli Besiakow har tegnet seminariet.[kilde mangler] De vandt en arkitektkonkurrence i 1961, hvorpå byggeriet påbegyndtes i 1962.[kilde mangler] Siden da er der til- og ombygget adskillige gange, senest i 2006.[kilde mangler]
Aalborg Seminariums bygninger er præmieret for godt og bevaringsværdigt byggeri i 1966.[kilde mangler] Nybygninger og omgivelserne er præmieret i 2004.
Første rektor fra 1960 var Niels Th. Kjelds indtil 1980.[kilde mangler]
Seminariets visioner omfatter bl.a., at uddannelsen sigter mod det professionsideal, som Danmarks Lærerforening har vedtaget på sin kongres i Aalborg i 2002.[kilde mangler]

## Rektorer
- 1960-1980 Niels Th. Kjelds
- 1992-1998 Bent Christiansen (født 1938)
- ?—2006 Peter Norrild (født januar 1943)